# عبد الجبار التكرلي
عبد الجبار التكرلي (1893 - 1964) حاكم ورجل قانون. أحد رواد القضاء العراقي منذ ولادة الدولة العراقية. 

## نشأته
ولد عبد الجبار عبد الرحمن التكرلي في محلة باب الشيخ في بغداد في سنة 1893.
تحصيله الدراسي: خريج المدرسة الرشدية الملكية والاعدادي الملكي وكلية الحقوق العراقية. يحسن اللغة التركية بجانب لغته العربية.
كان ضابط احتياط في الجيش العثماني من 21 آب 1914 ولغاية 15 نيسان 1919, أسر في معركة بير السبع الفلسطينية بتاريخ 21 تشرين الأول 1917، اقتيد مع من اقتيد من المعتقلين إلى معتقل سيدي بشر قرب مدينة الإسكندرية. تم إطلاق سراحه في مدينة بغداد في 15 نيسان 1919.

## المناصب التي حصل عليها
الوظائف التي تقلدها لدى الدولة:
ا. حاكم صلح في البصرة 9/5/1927
ب. نائب مدينة المنتفك 9/5/1930
ج. حاكم المدينة
د. مدون قانوني
ه. وكيل مدير العدلية العام
و. مدير العدلية العام
ز. عضو في محكمة تمييز العراق
ك. عضو مجلس الأعيان ووزير العدل في الوزارة السعيدية الثالثة 1955- 1957
ل. وزير العدل 1956 – 1958 الوزارة البابانية الاولى  
م. مدرسا لجلالة الملك فيصل الثاني
ن. المحاماة بعد انقلاب 14 تموز 1958 مارس لحين وفاته في 6 تموز 1964.

## من انجازاته الأخرى
1. عام 1935 أصبح واحدا من خمسة أعضاء في لجنة كتابة القانون المدني العراقي بالمشاركة مع الدكتور عبد الرزاق السنهوري و حسن سامي التتار و نوري القاضي
2. عام 1948 أنيطت به مسوؤلية المحقق الخاص للتحقيق بحادث إطلاق النار من جهة الشرطة على المتظاهرين، الذين كانوا يحتجون على توقيع معاهدة بورتسميث مع بريطانيا, على جسر مود في وسط بغداد. وكانت نتيجة التحقيق أن الشرطة بدأت بإطلاق النار من دون مبرر.
3. عام 1949 أصبح عضوا في لجنة التحقيق في خسارة الجيوش العربية في فلسطين.